# Kebon Jeruk (onderdistrict)
Kebon Jeruk (letterlijk: sinaasappel tuin) is een onderdistrict (kecamatan) van Jakarta Barat in het westen van Jakarta, Indonesië.
De tolweg Jakarta-Merak loopt door het onderdistrict. Deze weg verbindt Jakarta met Merak.
Het RCTI hoofdkantoor bevindt zich in Kebon Jeruk.

## Verdere onderverdeling
Het onderdistrict Kebon Jeruk is verdeeld in 7 kelurahan:
1. Duri Kepa - postcode 11510
2. Kedoya Selatan - postcode 11520
3. Kedoya Utara - postcode 11520
4. Kebon Jeruk - postcode 11530
5. Sukabumi Utara - postcode 11540
6. Kelapa Dua - postcode 11550
7. Sukabumi Selatan - postcode 11560